# Uukuniemi
Uukuniemi (föråldrat svenskt namn: Uguniemi) var en kommun i landskapet Södra Karelen i Östra Finlands län.
Uukuniemi uppgick tillsammans med Saari i Parikkala kommun den 1 januari 2005 genom kommunsammanslagning. Uukuniemi hade 516 invånare och ytan var 156,58 km² (2003).
Uukuniemi var enspråkigt finskt.
I vinterkriget och i fortsättningskriget förlorade Finland 437 km² av kommunens yta till Sovjetunionen.